# Xyphydrioidea
Xyphydrioidea é uma superfamília de vespas-serras da ordem de insetos Hymenoptera, atualmente considerada, por alguns autores, de conter apenas uma família existente destes insetos: Xiphydriidae. A exemplo desta ambiguidade, trata-se de um táxon considerado ainda de posição taxonômica incerta. 